# Migros
Migros — крупнейшая компания розничной торговли Швейцарии, крупнейшая сеть супермаркетов и крупнейший работодатель страны. Входит в число сорока крупнейших ритейлеров в мире. Является кооперативом, по состоянию на 2022 год насчитывавшим 2,31 млн членов.
Migros была одним из основателей крупнейшего в Турции ритейлера Migros Türk, который стал независимым от швейцарской Migros в 1975 году.

## История
Компанию основал Готлиб Дутвайлер (Gottlieb Duttweiler, 1888—1962). До этого он работал в торговой фирме Pfister & Sigg; после того, как она распалась в 1923 году, он решил попробовать создать новый формат розничной торговли. В 1925 году в Цюрихе он с партнёрами купил 5 грузовиков Ford T и переоборудовал их в передвижные магазины, с которых торговали такими товарами, как кофе, рис, кокосовое масло, макароны, мыло и сахар. Своё предприятие они назвали Migros от французского «mi», означающим половину или середину пути и «gros», что означает «оптовая»; таким образом, слово обозначало цены, которые находятся на полпути между розничной и оптовой продажей. Поскольку цены в таких передвижных магазинах были на 40 % ниже, чем в других торговых точках, это вызвало возмущение не только конкурентов, но и местных властей, которые ввели повышенный налог на торговлю с колёс. Дутвайлеру пришлось открыть обычный магазин, что позволило расширить ассортимент. Второй магазин был открыт в Аргау в 1926 году. Поскольку оптовые торговцы и производители начали бойкотировать Migros, в 1928 году Дутвайлер купил собственное предприятие по производству продуктов питания. К 1930 году были открыты магазины в Базеле, Берне и Люцерне, а к 1932 году сеть Migros охватила все регионы Швейцарии.
В 1933 году правительство Швейцарии запретило создание филиалов магазинов. В ответ на это Дутвайлер в 1937 году создал новую компанию Waren-Giro-Genossenschaft, которая снабжала товарами независимых торговцев. В 1941 году она была преобразована в объединение 9 региональных торговых кооперативов, названное Migros Genossenschafts Bund (Федерация кооперативов «Мигро»). Покупатели кооперативных магазинов могли приобрести членство за 30 швейцарских франков. В 1938 году Migros начала издавать свою газету на итальянском языке Azione, в 1942 году начался выпуск немецкоязычной газеты Wir Bruckenbauer, а в 1944 году — франкоязычной Construire.
В 1945 году была куплена консервная фабрика Konservenfabrik Tobler & Co. В 1949 году в Цюрихе был открыт первый магазин самообслуживания Migros, в 1950-х годах большинство магазинов сети было переоборудовано в супермаркеты, их ассортимент расширился непродовольственными товарами. В 1952 году началось развитие сети Ex Libris, где продавались книги и звукозаписи. В 1954 году началось развитие сети автозаправок Migrol. Также в 1954 году был создан филиал в Турции Migros Turk. В 1957 году был создан свой банк, Migros Bank, а в 1959 году — компания Secura AG, которая занялась автострахованием. В начале 1960-х годов оборот Migros достиг 1 млрд шв. фр., а в середине десятилетия — 2 млрд. В 1975 году компания отказалась от своего турецкого филиала.
К 1990 году оборот Migros достиг 15 млрд швейцарских франков, или 16 % от оборота всей розничной торговли страны. Начался период расширения деятельности в соседние страны: в 1993 году был открыт универмаг MMM во Франции, также в этом году была куплена сеть из 112 супермаркетов Familia в Австрии, а в 1994 году был открыт первый магазин Migros в Германии. В 1997 году была куплена швейцарская сеть из 11 универмагов Globus. В 2004 году был запущен онлайн-супермаркет. В 2012 году была куплена немецкая сеть магазинов Tegut.

## Деятельность
Подразделения по состоянию на 2022 год:
- кооперативная торговля — 10 региональных торговых кооперативов, 748 торговых точек в Швейцарии, 315 в Германии и 3 во Франции (гипермаркеты, супермаркеты, специализированные магазины), а также торговля онлайн, 55 % выручки;
- коммерция — минимаркеты, автозаправки, книжные магазины, 29 % выручки;
- Migros Industrie — собственное производство, 6 % выручки;
- Migros Bank — банковские услуги, активы 57,3 млрд шв. фр., 3 % выручки;
- туризм — туроператор Hotelplan Group, 5 % выручки;
- другое — 3 % выручки.

В списке крупнейших компаний мира Fortune Global 500 за 2023 год Migros Group заняла 485-е место.